# رساله زمان
رساله زمان کتابی فلسفی نوشته مارتین هایدگر است که او در این رساله به بحث دربارهٔ زمان پرداخته‌است. برای درک کتاب وجود و زمان بهتر است قبل از مطالعه آن به مطالعه رساله «مفهوم زمان» پرداخت.

## مفهوم زمان در رساله زمان
از نظر هایدگر مفهوم زمان را می‌توان در ابدیت یافت و پیش شرط آن اشراف و درک کامل ابدیت است. برای این منظور باید به ابدیت ایمان یافت اما فیلسوفان به ایمان و یقین در این باره هرگز نمی‌رسند چرا که شک اساس فلسفه است و فلسفه هرگز نمی‌تواند حیرت را ازمیان بردارد. الهیات از نظر هایدگر با دازاین انسانی یعنی هستی نزد خدا و هستی زمان مند در انسان سروکار دارد اما خدا نیازی به الهیات ندارد و ایمان به او وجودش را سبب نمی‌شود. ایمان مسیحی با آنچه در زمان روی داده مرتبط است. چون فیلسوف ایمان نمی‌آورد می‌خواهد زمان را از خود زمان درک کند.

## انواع زمان
هایدگر زمان را به سه نوع زمان روزمره و زمان طبیعی و زمان جهانی تقسیم می‌کند. در بحث زمان روزمره می‌گوید که زمان آن چیزی ست که اتفاقات در آن رخ می‌دهند. زمان در موجود تغییرپذیر اتفاق می‌افتد. پس تغییر در زمان است. تکرار دوره‌ای ست. هر دوره تداوم زمانی یکسانی دارد. ما می‌توانیم مسیر زمانی را به دلخواه خود تقسیم کنیم. هر نقطه اکنونی زمانی بر دیگری امتیاز ندارد و اکنونی پیش تر و پس تر (بعدتر) از خود دارد. زمان یکسان و همگن است. ساعت چه مدت و چه مقدار را نشان نمی‌دهد بلکه عدد ثبت شده اکنون است. هایدگر می‌پرسد که این اکنون چیست و آیا من انسان بر آن چیرگی و احاطه دارم یا نه؟ آیا این اکنون من هستم یا فرد دیگری ست؟ اگر این‌طور باشد پس زمان خود من هستم و هر فرد دیگر نیز زمان است و ما همگی در با هم بودنمان زمان هستیم و هیچ‌کس و هر کس خواهیم شد.

## انسان و زمان
آیا من همین اکنون هستم؟ یا تنها آن کسی که این را می‌گوید؟ هایدگر زمان طبیعی را همان ساعت طبیعی تبادل روز و شب می‌داند که دازاین انسانی ان را مشخص کرده‌است. آیا من بر هستی زمان احاطه دارم و چیره ام؟ آیا خود را در اکنون دخیل می‌دانم؟ آیا من خود اکنونم و دازاین من زمان است؟ آیا این زمان است که ساعت را در ما به وجود می‌آورد؟
برای مطالعه مقاله "هایدگر، انسان، هستی"